# 微生物学
微生物学（びせいぶつがく、英語: microbiology）は、微生物を対象とする生物学の一分野。
微生物とは（真正）細菌、古細菌、原生生物、真菌類など、顕微鏡的大きさ以下の生物を指す。主として原核生物（細菌、古細菌）を対象とし、ウイルスを対象に含める場合もある。

## 歴史
- 17-18世紀 - アントニ・ファン・レーウェンフックの顕微鏡観察により、微生物の概念が生まれる。この後、微生物学はその歩みをいったん止めることとなる。
- 1837年 - カニャール・ド・ラツール、シュワン、キュッツィンクによりアルコール発酵を行う生物である酵母が微生物であり、この反応は酵母の生理機能に基づくものであると発表した。
- 1840年ごろ - 手術による外科的敗血症を防ぐために消毒剤などの導入が進められた。
- 1857年 - ルイ・パスツールが「すべての発酵過程は微生物活動に基づくものである」ということを発表した。この後、20年間にわたってパスツールは多くの発酵反応を研究し続けた。
- 1860年 - ルイ・パスツールが白鳥の首フラスコを用いて、自然発生説を否定する。またチンダルも滅菌という概念を持って自然発生説を否定する実験を行っている。
- 1870年 - ド・バリーとブレフェルドによって純粋培養とは「ただ一種の微生物を含む培養である」と定義された。
- 1876年 - ロベルト・コッホによって炭疽の原因となる細菌（炭疽菌、Bacillus anthracis）が分離され、その病原性が証明された。
- 1892年 - イワノフスキーの実験により、細胞濾過器を透過するウイルスの存在が示唆された。
- 20世紀以降 - 微生物学を通じて生化学の理解が深まる。また突然変異などの誘導を用いた遺伝学の実験が微生物において進行し、1945年以降は遺伝学と生化学が微生物学と融合し始めた。

## 手法

### 純粋培養
微生物学の最も基本的な実験ないし手法としては、微生物の純粋培養技術（分離）がある。環境下では様々な種類の微生物同士が種間相互作用を行っており、これらの相互作用を除いて個々の種類の性質を探るには、微生物を純粋に培養する技術が最も基本的なところとなる。なお、純粋培養には器具の滅菌、ならびに培地の組成など微生物のみならず、細胞を扱う学問の基礎となる技術が伴う。
培地の組成や温度、培養時間などによって分離できる菌が異なる。
土からの分離
典型的な手法（希釈平板法）では環境から取得した土を滅菌水などに懸濁し、静置後上澄みを適当に希釈し寒天培地に塗布する。適温に保管し菌の生育を待つ。生育してきたコロニーをさらに白金耳などで寒天培地に塗布しシングルコロニー（単一菌体由来のコロニー）を取得する。
限外希釈法
寒天培地で生育させられない場合に行われる。菌を懸濁した培地を何倍にも希釈し培養することで単一菌体由来の培養液を得る。厳密には菌がからみあっていたり、ゴミに複数の菌が付着していたりする場合もあるので留意する。

#### 難培養性微生物
純粋培養に基づく研究は微生物学の王道となってきたが、未知の因子を要求するものなど、純粋培養が不可能もしくはきわめて困難な微生物も多く、これらは難培養性微生物と呼ばれる。土壌など、自然界に存在する微生物の大半は、このような難培養性微生物であるといわれており、PCRやDNAマイクロアレイ、メタゲノム解析などの技術を用いた、純粋培養によらない研究手法も模索されている。

### 代謝
細胞の基礎代謝については、真核生物を用いたものよりも、個々の細胞クローンが得られる微生物から多くの知見が得られた。異化、同化をはじめ、タンパク質や脂質、核酸の生合成などの多くは、微生物学から研究が進められた。

### 増殖
微生物の増殖に関する実験からは、細胞の栄養要求性や、遺伝子発現の調節などといった事柄が理解されている。また、栄養要求性のみならず、環境因子の要求（温度、pH、酸素など）についてもその知見が得られている。

### 顕微鏡観察
アントニー・ファン・レーウェンフックの発明した顕微鏡は微生物の概念をもたらしたが、顕微鏡を用いた細胞の観察は現在でも必要欠くべからざるものである。現在は、電子顕微鏡をはじめ多くの高性能な顕微鏡が開発されているが、その結果微生物表面に存在する鞭毛運動やタンパク質の挙動などが明らかになってきている。

### 微生物の遺伝学
微生物の培養から元株の完全なクローンが通常得られるが、一定の確率で性状のやや異なる株が得られる。突然変異の概念をもたらしたのは微生物学の成果の一つでもあり、突然変異の誘導をはじめ、相同組み換え、形質転換、接合、F因子の伝達、形質導入といった、現在の分子生物学にきわめて重要な多くの方法を提供してきた。

### 分類
微生物は形が小さいために形態が単純であり、多細胞生物のようにその表現型から分類を行うことは難しい。が、上記の微生物学的知見を駆使して分類を行うことは不可能ではない。また、表現型の評価が難しいことから16S rRNA系統解析のような遺伝子を用いて分類を行うことが考え出されている。
藻類や原生動物においては、形態が重要視されるが、電子顕微鏡レベルでの構造が明らかになるに連れ、外形よりも鞭毛装置などの微細構造が重視されるようになった。菌類では、生理作用による判別と形態が共に重視され、原核生物では、外見的な形態での分類はほとんど望めないため、生理作用、たとえば様々な物質の分解能などが重視されたが、これらも次第に分子遺伝学的形質等に重点を移しつつある。

### 物質循環と微生物
炭素、窒素をはじめ多くの物質が生態系の中を循環しているが、中には微生物にユニークな反応も存在し、物質循環に果たす微生物の役割は想像以上に大きいことが示唆されている。この学問は特に微生物生態学といわれている。また、微生物間の種間相互作用も研究が進んでいる。

### 病原性
炭疽菌をはじめ多くの微生物は人間に対して病原性を持っており、疾病の面からも多くの微生物が研究されてきた。人工的免疫法、衛生学的手法といった現在の医学においても欠かせない多くのテクニックが微生物学から生まれている。また、ウイルスについても、病原性（タバコモザイク病）から発展した概念および学問の一つである。なお、日本では病原性の微生物を扱う学問として細菌学という固有の分野を設けている。